# Вилард Ван Орман Квајн
Вилард Ван Орман Квајн (Акрон, 25. јун 1908 — Бостон, 25. децембар 2000) био је амерички филозоф и логичар у аналитичкој традицији, признат као "један од најутицајнијих филозофа двадесетог века. "  Од 1930. до своје смрти, 70 година касније, Квајн је на овај или онај начин био повезан са Универзитетом Харвард, најпре као студент, затим као професор филозофије и учитељ логике и теорије скупова, и на крају као професор емеритус који је објавио или ревидирао неколико књига. Држао је Катедру за филозофију Едгара Перса на Харварду од 1956. до 1978. године. Анкетом која је 2009. године спроведена међу аналитичким филозофима Квајн је именован за петог најважнијег филозофа у последња два века.
Квајн се u потпуности уклапа у традицију аналитичке филозофије, иако је главни поборник става да филозофија није појмовна анализа већ грана емпиријских наука. Његови најпознатији радови укључују "Две догме емпиризма" (1951), којима напада традиционалну дистинкцију аналитичко-синтетичко и заговара облик семантичког холизма, и Реч и објекат (1960), који су даље развили ове ставове и увели Квајнову чувену тезу о неодређености превода, заговарајући бихејвиористичку теорију значења. Такође је развио утицајну натуралистичку епистемологију чија "Основна идеја је да би требало да пођемо од тренутно прихваћене научне теорије, тако да би и епистемологију требало схватити као део природне науке[...] Наш главни циљ је да објаснимо знање о спољашњем свету, начин на који смо до њега дошли, као и његову практичну применљивост."  У филозофији науке је важан и због тога што сматра да се на та питања „може одговорити једино унутар оквира науке, уз коришћење свих информација које нам она пружа. Најбољи начин да одговоримо на питања: „На који начин наука настаје на темељу чулног искуства?“, „Због чега је она успешна?“, јесте да ова питања схватимо тако да се не тичу односа сензације и рефлексије, импресија и идеја, већ односа опсервационих и теоријских реченица с једне, и опсервационих реченица и стимулуса, са друге стране.“  Као и због његовог става да се филозофија надовезује на науку. У филозофији математике, Квајн и његов колега са Харварда Хилари Патнам развили су „Квајн-Патнамов аргумент из неопходности“, "који показује да је одређена врста математичког платонизма природна последица чињенице да се наше емпиријске науке – на првом месту физика– на суштински начин ослањају на математику."

## Биографија
Квајн је одрастао у Акрону, Охајо. Дипломирао је математику 1930. године, а докторирао филозофију на Универзитету Харвард 1932. Његов ментор је био Алфред Норт Вајтхед. Током академске 1932–33 године захваљујући Шелдон стипендији путовао је Европом и том приликом се састајао са пољским логичарима (Станислав Лешњевски и Алфред Тарски) и члановима Бечког круга (укључујући Рудолфа Карнапа), као и логичким позитивистом Алфредом Ејером.

## Рад
Квајнова докторска теза и ране публикације били су из области формалне логике и теорије скупова. Тек након Другог светског рата, он је захваљујући семиналним радовима из онтологије, епистемологије и језика постао водећи филозоф. До шездесетих година 20. века развио је своју „натуралистичку епистемологију“ чији је циљ био да одговори на сва основна питања знања и значења користећи методе и оруђа природних наука. Квајн је у потпуности одбацио идеју о "првој филозофији", теоријском стајалишту које би претходило природним наукама и пружало им оправдање. Ова гледишта су својствена његовом натурализму

### Одбацивање дистинкције аналитичко-синтетичко
Тридесетих и четрдесетих година, разговори са Рудолфом Карнапом, Нелсоном Гудманом и Алфредом Тарскијем, између осталих, навели су Квајна да посумња у одрживост дистинкције између "аналитичких" исказа - истинитих на основу значења речи, као што су "Сви младићи су неожењени"- и "синтетичких" исказа, истинитих или лажних на основу чињеница о свету, попут "Мачка је на простирци." Ова дистинкција била је централна за логички позитивизам . Иако Квајна уобичајено не спајамо са верификационизмом, неки филозофи сматрају да је тај принцип компатибилан са његовом општом филозофијом језика, наводећи његовог колегу са Харварда Б. Ф. Скинера и његову анализу језика у Вербалном понашању.
 Попут других аналитичких филозофа пре њега, и Квајн прихвата Фрегеову дефиницију „аналитичког“ као „истинитог само на основу значења“. За разлику од њих, међутим, закључио је да је дефиниција у коначници била циркуларна. Другим речима, Квајн је прихватио да су аналитички искази они који су истинити по дефиницији, а затим је тврдио да је појам истине по дефиницији незадовољавајућ.

### Квајнов холизам и онтолошка релативност
Централне тезе које леже у основи неодређености превода и других Квајнових теорија су онтолошка релативност и са њом повезано учење о холизму. Претпоставка Квајновог холизма је да су све теорије (и њима имплицирани искази) субдетерминисане емпиријским искуством (искуство, чулно искуство, емпиријска евиденција). Иако је претпоставка старих Грка да (неопажљиви) хомеровски богови постоје - лажна, а наша претпоставка о (неопажљивим) електромагнетним таласима истинита, обе претпоставке своју оправданост дугују искључиво својој моћи да објасне наше искуство.
 Квајн "Две догме емпиризма" закључује следећим речима:
 "Као емпириста, појмовну схему науке и даље сматрам оруђем које, коначно, служи за предвиђање будућег искуства у светлу прошлог искуства. Физички предмети се у ову ситуацију појмовно уносе као погодни посредници - не дефиницијом у терминима искуства, него напросто као несводљиви позити који се, епистемолошки посматрано, могу поредити са Хомеровим боговима. Као физичар, верујем у физичке предмете, а не у Хомерове богове; и сматрам да је погрешно веровати супротно. Али, са тачке гледишта епистемолошког заснивања, физички предмети и богови се разликују само по степену, не по врсти. Обе врсте ентитета у нашој концепцији представљају само културом условљене позите". 
 Квајнов онтолошки релативизам (очигледан у горњем одломку) навео га је да се сложи са Пјером Дијемом да ће за било који скуп емпиријске евиденције увек постојати мноштво теорија које ће моћи да пруже њихово објашњење. Међутим, Дијемов холизам је ограниченији од Квајновог. Према Дијему, субдетерминација се односи само на физику или можда на природне науке, док се према Квајну односи на целокупно људско знање. Дакле, иако је могуће верификовати или фалсификовати читаве теорије, није могуће верификовати или фалсификовати појединачне исказе. Готово сваки исказ може бити сачуван, с обзиром на довољно радикалне модификације унутар теорије. Према Квајну, научна мисао формира кохерентну мрежу у којој би било који део могао бити измењен у светлу емпиријске евиденције, и у којој нема емпиријског сведочанства које би могло да наметне ревизију датог дела теорије..

### Егзистенција и њена супротност
Проблем празних имена је стара загонетка у филозофији, коју је Квајн запазио када је написао,
 "Онтолошки проблем је зачуђујуће једноставан. Он се може изложити помоћу две једносложне речи: "Чега има?" Одговор се, штавише, може дати у једној речи: "Свега". Овај одговор ће свако прихватити као истинит." 
 Контроверза следи још директније,
 Како можемо говорити о пегазу ? На шта реч "пегаз” реферира? Ако је наш одговор: „Нешто“, чини се да верујемо у мистичне ентитете; ако је наш одговор: "ништа", чини се да говоримо ни о чему и да то нема никаквог смисла? Свакако, кад смо рекли да је пегаз митски крилати коњ то је имало смисла, и штавише, изрекли смо истину! Ако говоримо истину, то мора бити истина о нечему. Дакле, не можемо говорити ни о чему. 
 Квајн се опире искушењу да каже да су празни термини бесмислени из горенаведених разлога. Уместо тога, он каже да прво морамо утврдити да ли наши термини реферирају или не, пре него што пронађемо одговарајући начин да их разумемо.

### Епистемологија
Баш као што је оспорио традиционалну дистинкцију аналитичко-синтетичко, Квајнова мета била је и традиционална нормативна епистемологија. Према Квајну, традиционална епистемологија покушала је да пружи оправдање наукама, али ова настојања (пример је Рудолф Карнап) нису била успешна, те бисмо традиционалну епистемологију требало да заменимо емпиријским истраживањем о томе који сензорни инпути дају које теоријске аутпуте: "Епистемологија, или нешто налик њој, просто налази своје место као једно поглавље психологије, па сходно томе и природне науке. Она изучава један природни феномен, наиме, човека као природно биће. Овај људски субјект се излаже извесном експериментално конструисаном инпуту - извесним склоповима зрачења разних фреквенција - и током времена тај субјект испоручује у виду аутпута један опис тродимензионалног спољашњег света и његове историје. Релација између оскудног инпута и бујног аутпута јесте релација на чије истраживање смо подстакнути унеколико истим оним разлозима који су увек подстицали епистемологију; наиме, да бисмо увидели како су повезани сведочанство и теорија, и на које начине нечија теорија о природи надилази било које доступно сведочанство.  . . Међутим, упадљива разлика између старе епистемологије и епистемолошког подухвата у овом новом, психолошком окружењу, јесте у томе што сада слободно можемо да користимо емпиријску психологију". 
 Квајнова идеја натурализовања епистемологије није универзално прихваћен међу савременим филозофима. Међу критичарима најистакнутији је Ким.

## У популарној култури
- Рачунарски програм чији излаз је сопствени изворни код назива се по Квајну .Ово је у употребу увео Даглас Хофштатер у својој књизи из 1979, Гедел, Есхер, Бах: Вечна златна плетеница.
- Квајн је лик у интернет-стрипу Existential Comics.[12]
- Музички бенд The 21st Century Monads посветио је песму Квајну.[13]

### Изабране књиге - преводи
- 2007, Ontološka relativnost i drugi filozofski ogledi, Lazović Živan (ur.), Novi Sad: Izdavačka knjižarnica Zorana Stojanovića Sremski Karlovci.  978-86-7543-133-6
- 1999, Riječ i predmet, Zagreb: Kruzak.  9536463180

## Филмографија
- Bryan Magee, (1977), The Ideas of Quine.